# Alf Rehn
Alf Rehn, född 22 mars 1972 i Åbo, är en finlandssvensk professor och internationellt erkänd talare. Han är professor i innovation, design och management vid Syddansk Universitet i Odense. Han var professor i företagsekonomi vid Åbo Akademi år 2004-2017. Då han valdes var han 31 år och därmed Finlands yngsta professor.
Rehn blev magister i nationalekonomi vid Åbo Akademi år 1997 och blev doktor vid Kungliga Tekniska högskolan år 2002. Han avlade sin doktorsavhandling inom industriell ekonomi, med en teoribas från ekonomisk antropologi: Electronic Potlatch - A study concerning new technologies and primitive economic behaviors (2001).

## Publikationer
- Fool’s advice and consultant’s folly. Preliminära forskningsrapporter, nr 186. Åbo: Åbo Akademi, 1996. ISBN 951-650-821-9.
- Den tråkiga organisationen. Bidrag till en vardagens organisationssosiologi. Preliminära forskningsrapporter, nr 198. Åbo: Åbo Akademi, 1998. ISBN 952-12-0307-2.
- I’m late, I’m late, said the white rabbit. On the temporal aspects of project theory. Preliminära forskningsrapporter, nr 199. Åbo: Åbo Akademi, 1998. ISBN 952-12-0308-0.
- Kristallen den fina. En diskussion om ett intranet. Preliminära forskningsrapporter, nr 192. Åbo: Åbo Akademi, 1998. ISBN 952-12-0142-8.
- Teknokrati och humanism i företags informationssystem. En programmatisk ansats. Preliminära forskningsrapporter, nr 191. Åbo: Åbo Akademi, 1998. ISBN 952-12-0141-X.
- The serious unreal. Notes on business and frivolity. Åbo: Dvalin, 2004. ISBN 952-91-7351-2.
- & Koivunen, Niina: Creativity and the Contemporary Economy. Malmö: Liber, Copenhagen Business School Press, 2009. ISBN 978-876-30-0229-5.
- Farliga idéer. Stockholm: Volante. ISBN 9789189388536
- Vaaralliset ideat. Kun sopimaton ajattelu on tärkein voimavarasi. (Farliga idéer, 2010). Finsk översättning Veijo Kiuru. Helsingfors: Talentum, 2010. ISBN 978-952-14-1554-8.
- & Penttilä, Risto E. J.: Suunnaton Suomi. Helsingfors: Otava, 2012. ISBN 978-951-1-26251-0.
- Unelmien talous. Åbo: Sammakko, 2014. ISBN 978-952-483-283-0.